# یعقوب جدگال
یعقوب جدگال، فرزند علی، در سال ۱۳۴۸ در روستای "کچ بخش پیرسهراب" از توابع شهرستان چابهار واقع در استان سیستان و بلوچستان در خانواده ای اهل تسنن به دنیا آمد. پس از اتمام تحصیلات مقدماتی توانست لیسانس آموزش ابتدایی را از مرکز تربیت معلمان "شهید حسینی طباطبایی" زاهدان دریافت کند. او در برهه ای از زندگیش معاون آموزشگاه های چابهار، دو دوره عضو شوراهای اسلامی شهر روستا بود و به ترتیب در سال های ۱۳۸۷ و ۱۳۹۱، ادوار هشتم و نهم، از حوزه انتخابیه سیستان و بلوچستان وارد مجلس شورای اسلامی شد. وی در مجلس دوره هشتم و  نهم  به عضویت کمیسیون‌های امور داخلی کشور و شوراهای، کشاورزی و اصل ۹۰ درآمد. جدگال همچنین در اواسط آذرماه ۱۳۹۱ ریاست   هیات نظارت بر انتخابات شوراهای سیستان و بلوچستان را بر عهده داشت..

## مسئولیتهای پارلمانی یعقوب جدگال
گروه های دوستی پارلمانی:   
در مرداد ماه۱۳۹۲ بعنوان نائب رئیس گروه های دوستی پارلمانی ایران، سودان،عراق، عمان، غنا و کنیا انتخاب شد. در هرگروه دوستی پارلمانی مجلس ۱۲ نماینده می توانند عضو شوند، وظایف این گروه های پارلمانی مجلس نهایت تلاش برای ارتقاء روابط دو کشور می باشد و مهمترین اهدافشان کشف زمینه های لازم برای آشنایی دو ملت با تاریخ و فرهنگ یکدیگر است.  
دبیر مجمع نمایندگان استان سیستان و بلوچستان :  
"شهدادزهی" مدیر روابط عمومی دفتر ارتباطات مردمی سیستان و بلوچستان، در اواسط  بهمن ماه ۱۳۹۳ از انتخاب یعقوب جدگال به ریاست مجمع نمایندگان استان سیستان و بلوچستان خبر داد: «یعقوب جدگال نماینده مردم چابهار، نیکشهر، قصرقند و کنارک در مجلس شورای اسلامی برای یک دوره ۶ ماه به عنوان رییس مجمع نمایندگان استان سیستان و بلوچستان در دوره نهم مجلس شورای اسلامی انتخاب شد.  

انتخاب به عنوان دبیر  کمیسیون امور داخلی کشور و شوراهای مجلس شورای اسلامی:  